# سباستیان نپ
سباستیان نَـپ (انگلیسی: Sebastian Knapp) بازیگر اهل بریتانیا است. وی از سال ۱۹۸۶ میلادی تاکنون مشغول فعالیت بوده‌است.
از فیلم‌ها یا برنامه‌های تلویزیونی که وی در آن نقش داشته‌است می‌توان به ۲۸ روز بعد، سامسون و دلیله، عیسی، پسر خدا، من نباید زنده باشم، شاهد خاموش و نیروی نهایی اشاره کرد.